# Gmina Radomin
Die Gmina Radomin ist eine Landgemeinde im Powiat Golubsko-Dobrzyński der Woiwodschaft Kujawien-Pommern in Polen. Ihr Sitz ist das gleichnamige Dorf mit etwa 1000 Einwohnern.

## Gliederung
Zur Landgemeinde Radomin gehören 19 Dörfer (deutsche Namen bis 1945) mit einem Schulzenamt:
| - Bocheniec (1942–1945 Bestfelde) - Dulsk (1942–1945 Dühl) - Gaj (1942–1945 Franzenshain) - Jakubkowo (1942–1945 Köppenfeld) - Kamionka (1942–1945 Steinboden) - Łubki (1942–1945 Löbken) | - Piórkowo (1942–1945 Rieboldshof) - Płonko (1942–1945 Austenfelde) - Płonne (1942–1945 Austendorf) - Radomin (1942–1945 Reddemin) - Rętwiny | - Rodzone (1942–1945 Meilerbach) - Szafarnia (1942–1945 Schafferhof) - Szczutowo (1942–1945 Schüttau) - Wilczewko (1942–1945 Kleinwilschen) - Wilczewo (1942–1945 Wilschen) |